# Taipeis representationskontor
Taipeis representationskontor, ibland Taipeis ekonomiska och kulturella representationskontor, fungerar som beskickningar för Republiken Kina  (Taiwan) i de länder som har diplomatiska förbindelser med Folkrepubliken Kina och som på grund av detta lands Ett Kina-politik inte kan upprätthålla formella diplomatiska förbindelser.
På motsvarande sätt fungerar exempelvis Amerikanska Institutet i Taiwan som beskickning för USA i Taipei.

## Representationskontor
Lista över länder med representationskontor.
| Kanada USA Filippinerna Thailand Brasilien Singapore Bahrain Vietnam Indonesien Nya Zeeland Mexiko Peru Venezuela Danmark Tyskland Ungern Polen | Spanien Storbritannien Finland Grekland Nederländerna Tjeckien Bangladesh Frankrike Italien Slovakien Chile Saudiarabien Australien Oman Japan Malaysia | Nigeria (Handel delegation vid Taiwan Abuja, Federal Republic of Nigeria) Papua Nya Guinea (Handel delegation vid on Taiwan in Papua New Guinea) Fiji (Trade Mission of the Republic of China, Suva, Republic of Fiji Islands) Ecuador (Oficina Comercial de la Republica de China, Quito, Ecuador) Jordanien (Commercial Office of Taiwan, Jordan) Bolivia (Oficina Comercial de Taiwan en Bolivia) Bahrain (Trade Mission of Taiwan to the Kingdom of Bahrain) Belgien (Taipei Representative Office in Belgium) Österrike (Taipei Economic and Cultural Office, Vienna, Austria) Sydafrika (Taipei Liaison Office in the Republic of South Africa) Irland (Taipei Representative Office in Ireland) Israel (Taipei Economic and Cultural Office in Tel-Aviv) Mongoliet (Taipei Trade and Economic Representative Office in Ulaanbaatar) Kuwait (Taipei Commercial Representative Office in the State of Kuwait) Colombia (Oficina Comercial de Taipei, Bogotá, Colombia, S.A.) Argentina (Oficina Comercial y Cultural de Taipei, Argentina) Portugal (Taipei Economic and Cultural Center, Portugal) Indien (Taipei Economic and Cultural Center in New Delhi, India) Ryssland (Representative Office in Moscow for The Taipei-Moscow Economic and Cultural Coordination Commission) Sydkorea (Taipei Mission in Korea) Norge (Taipei Representative Office in Norway) Turkiet (Taipei Economic and Cultural Mission in Ankara) Sverige (Taipei Mission in Sweden) Lettland (Taipei Mission in the Republic of Latvia) |